# Lance Stephenson
Lance Stephenson Jr. (* 5. September 1990 in New York City)  ist ein US-amerikanischer Basketballspieler. Er steht derzeit bei den Leones de Ponce in Puerto Rico unter Vertrag.

## Karriere

### Highschool & College
Stephenson besuchte die Abraham Lincoln High School in Brooklyn, die auch die ehemaligen NBA-Spieler Stephon Marbury und Sebastian Telfair besuchten.
Am 30. Juni 2009 gab Stephenson bekannt, dass er für die University of Cincinnati spielen wird. In seiner Freshman-Saison in Cincinnati erzielte Stephenson im Schnitt 12,3 Punkte und 5,4 Rebounds pro Spiel. Nach nur einer Saison in Cincinnati verließ er diese ohne Abschluss und meldete sich für die NBA Draft an.

### NBA

#### Indiana Pacers (2010–2014)
Bei der NBA-Draft 2010 wählten die Indiana Pacers Stephenson in der zweiten Runde, an 40. Stelle der Draft. Insgesamt spielte er in seiner ersten Saison nur 12 Spiele für die Indiana Pacers, bevor er gegen Ende der Saison aufgrund von Unstimmigkeiten degradiert wurde und nicht mehr zum Einsatz kam.
Am 25. April 2012, in seiner zweiten Saison, stand Stephenson zum ersten Mal in der Startformation.
Aufgrund einer Verletzung von Danny Granger wurde Stephenson in seiner dritten Saison erneut in die Starting Five berufen. Er stand in dieser Saison 72 mal in der Startaufstellung. Außerdem konnte er 8,8 Punkte und 3,9 Rebounds erzielen.
Zur Saison 2013/14 behielt Stephenson seinen Platz in der Starting Five und wurde zu einem wichtigen Spieler seines Teams. Am 11. November 2013 erzielte Stephenson gegen die Memphis Grizzlies das erste Triple-Double seiner Karriere mit 13 Punkten, 11 Rebounds und 12 Assists. Bei der Wahl zum Most Improved Player wurde er hinter Goran Dragic zweiter. In den Playoffs scheitere Stephenson mit den Pacers erneut im Conference-Finale an den Miami Heat.

#### Charlotte Hornets (2014–2015)
Nachdem er eine Vertragsverlängerung bei den Pacers ausgeschlagen hatte, unterschrieb Stephenson am 18. Juli 2014 einen 27 Millionen US-Dollar dotierten Dreijahresvertrag bei den Charlotte Hornets. Er konnte jedoch die in ihm gesetzten Erwartungen nicht erfüllen. So traf er schlechte 37,6 % aus dem Feld und nur 17 % von der Dreipunktlinie.

#### Los Angeles Clippers (2015–2016)
Am 15. Juni 2015 wurde Stephenson im Tausch gegen Matt Barnes und Spencer Hawes zu den Los Angeles Clippers transferiert.

#### Memphis Grizzlies, New Orleans Pelicans und Minnesota Timberwolves (2016–2017)
Am 18. Februar 2016 wurde Stephenson gegen Jeff Green zu den Memphis Grizzlies transferiert. Stephenson konnte erstmals wieder an seine Leistungen aus Indianazeiten anknüpfen und erzielte in den verbleibenden 26 Saisonspielen 14,2 Punkte, 4,4 Rebounds und 2,8 Assists pro Spiel. Mit Memphis qualifizierte er sich für die Playoffs und kam in vier Playoffspielen auf 13,0 Punkte im Schnitt. Memphis entschied jedoch seinen Vertrag nicht zu verlängern. Stephenson unterschrieb daraufhin bei den New Orleans Pelicans. Nach sechs Spielen erlitt Stephenson eine Leistenverletzung, worauf er mehrere Wochen ausfiel. Die Pelicans entschlossen sich daher Stephenson vorzeitig zu entlassen. Danach wurde er erneut für nur sechs Spiele von den Minnesota Timberwolves verpflichtet.

#### Rückkehr zu den Indiana Pacers (2017–2018)
Kurz vor den Playoffs wurde Stephenson von seinem ersten NBA-Verein, den Indiana Pacers, unter Vertrag genommen. Nach sechs Spielen in der Regular Season, in denen er von der Bank kam, spielte er eine sehr gute Play-off-Serie in der ersten Runde gegen die Cleveland Cavaliers – er erzielte in den vier Spielen, die die Pacers allesamt verloren, durchschnittlich 16 Punkte und war damit nach Paul George und Jeff Teague der drittbeste Scorer des Teams.

#### Los Angeles Lakers (2018–2019)
Trotz guter Leistungen trennten sich die Wege der Pacers und Stephenson im Sommer 2018 erneut und Stephenson wechselte innerhalb der Liga zu den Los Angeles Lakers, die sich zudem Superstar LeBron James nach Kalifornien locken konnten. Als weiterer Routinier neben Superstar James soll Stephenson dafür sorgen, dass die Lakers nach Jahren im Mittelmaß wieder die Playoffs erreichen.

#### Liaoning Flying Leopards (2019–2020)
Am 1. August 2019 unterschrieb Stephenson einen Vertrag mit den Liaoning Flying Leopard aus der chinesischen Basketball-Liga (CBA). Er hatte durchschnittlich 26,7 Punkte (52,2 % Wurfquote); 3,8 Assists und 7,8 Rebounds.  Am 22. September gewann er mit seinem Team in einem knappen 83-82 Spiel gegen Seoul den Titel der „East Asia Super League“ und wurde MVP.

#### Grand Rapids Gold (2021)
Stephenson wurde an 13. Stelle im 2021 NBA G-League Draft von den Grand Rapids Gold gewählt. Er spielte 12 Spiele und erzielte durchschnittlich 19,8 Punkte (47,6 % Wurfquote), 8,3 Rebounds und 4,1 Assists.

#### Atlanta Hawks (2021–2022)
Am 22. Dezember 2021 unterschrieb Stephenson einen 10-Tages-Vertrag mit den Atlanta Hawks. Der Vertrag wurde im Anschluss nicht verlängert.

#### Erneute Rückkehr zu den Indiana Pacers (seit 2022)
Am 1. Januar 2022 unterschrieb Stephenson einen 10-Tages-Vertrag mit den Indiana Pacers.

## Karriere-Statistiken

### Reguläre Saison
| Saison  | Team                              | GP  | GS  | MPG  | FG%  | 3P%  | FT%  | RPG | APG | SPG | BPG | PPG  |
| ------- | --------------------------------- | --- | --- | ---- | ---- | ---- | ---- | --- | --- | --- | --- | ---- |
| 2010–11 | Indiana                           | 12  | 0   | 9.6  | .333 | .000 | .786 | 1.5 | 1.8 | 0.3 | 0.0 | 3.1  |
| 2011–12 | Indiana                           | 42  | 1   | 10.5 | .376 | .133 | .471 | 1.3 | 1.1 | 0.5 | 0.1 | 2.5  |
| 2012–13 | Indiana                           | 78  | 72  | 29.2 | .460 | .330 | .652 | 3.9 | 2.9 | 1.0 | 0.2 | 8.8  |
| 2013–14 | Indiana                           | 78  | 78  | 35.3 | .491 | .352 | .711 | 7.2 | 4.6 | 0.7 | 0.1 | 13.8 |
| 2014–15 | Charlotte                         | 61  | 25  | 25.8 | .376 | .171 | .627 | 4.5 | 3.9 | 0.6 | 0.1 | 8.2  |
| 2015–16 | L.A. Clippers / Memphis           | 69  | 13  | 19.9 | .481 | .385 | .784 | 3.2 | 1.9 | 0.6 | 0.1 | 8.3  |
| 2016–17 | New Orleans / Minnesota / Indiana | 18  | 0   | 20.1 | .450 | .300 | .615 | 2.9 | 3.3 | 0.3 | 0.2 | 6.8  |
| 2017–18 | Indiana                           | 82  | 7   | 22.6 | .427 | .289 | .661 | 5.2 | 2.9 | 0.6 | 0.2 | 9.2  |
| 2018–19 | L.A. Lakers                       | 68  | 3   | 16.5 | .426 | .371 | .685 | 3.2 | 2.1 | 0.6 | 0.1 | 7.2  |
| 2021–22 | Atlanta / Indiana                 | 46  | 1   | 17.7 | .455 | .300 | .788 | 2.8 | 3.6 | 0.5 | 0.1 | 8.3  |
| Gesamt  | Gesamt                            | 554 | 200 | 22.9 | .445 | .314 | .694 | 4.1 | 2.9 | 0.6 | 0.1 | 8.6  |

### Play-offs
| Saison  | Team    | GP | GS | MPG  | FG%  | 3P%  | FT%  | RPG | APG | SPG | BPG | PPG  |
| ------- | ------- | -- | -- | ---- | ---- | ---- | ---- | --- | --- | --- | --- | ---- |
| 2011–12 | Indiana | 4  | 0  | 3.0  | .222 | .500 | .500 | 0.0 | 0.3 | 0.0 | 0.0 | 1.5  |
| 2012–13 | Indiana | 19 | 19 | 35.4 | .408 | .281 | .622 | 7.6 | 3.3 | 1.2 | 0.1 | 9.4  |
| 2013–14 | Indiana | 19 | 19 | 37.1 | .455 | .358 | .714 | 6.9 | 4.2 | 0.8 | 0.2 | 13.6 |
| 2015–16 | Memphis | 4  | 0  | 23.8 | .523 | .400 | .800 | 1.5 | 1.8 | 0.3 | 0.0 | 13.0 |
| 2016–17 | Indiana | 4  | 0  | 26.8 | .509 | .389 | .750 | 5.3 | 2.8 | 0.5 | 0.0 | 16.0 |
| 2017–18 | Indiana | 7  | 0  | 21.3 | .462 | .308 | .556 | 2.7 | 2.9 | 0.3 | 0.1 | 10.4 |
| Gesamt  | Gesamt  | 57 | 38 | 30.5 | .448 | .330 | .670 | 5.6 | 3.2 | 0.8 | 0.1 | 11.1 |